# 引牛峠
引牛峠（ひきうじとうげ）は、和歌山県田辺市（旧龍神村）と奈良県十津川村とを結ぶ和歌山県道735号龍神十津川線上の難所となっている峠。
名称は、牛が蜘蛛に引かれていってしまったという話に由来する。